# Райли, Джо
Джо́зеф Майкл Ра́йли (англ. Joseph Michael Riley; род. 6 декабря 1996 года, Блэкпул), более известный как Джо Ра́йли — английский футболист, выступающий на позициях полузащитника и защитника за клуб «Уолсолл».

## Клубная карьера
Уроженец Блэкпула, Джо Райли стал игроком Академии «Манчестер Юнайтед» в июле 2013 года. Изначально он играл на позиции полузащитника, однако впоследствии эффективно выступал в роли крайнего защитника, а также правого и центрального полузащитника. Начиная с сезона 2015/16 регулярно играет за резервный состав «Манчестер Юнайтед» на позиции крайнего левого защитника.
22 февраля 2016 года дебютировал в основном составе «Манчестер Юнайтед» в 5 раунда Кубка Англии против «Шрусбери Таун», выйдя на замену Кэмерону Бортуик-Джексону. Три дня спустя, 25 февраля, Райли впервые вышел в стартовом составе «Юнайтед» на матч 1/16 Лиги Европы УЕФА против «Мидтьюлланна».
17 января 2017 года отправился в аренду в «Шеффилд Юнайтед» до окончания сезона 2016/17.
25 мая 2018 года перешёл в клуб Лиги 1 «Брэдфорд Сити», подписав с «петухами» двухлетний контракт.

## Статистика выступлений
| Клуб              | Сезон            | Лига | Лига | Кубок Англии | Кубок Англии | Кубок лиги | Кубок лиги | Еврокубки | Еврокубки | Прочие | Прочие | Итого | Итого |
| Клуб              | Сезон            | Игры | Голы | Игры         | Голы         | Игры       | Голы       | Игры      | Голы      | Игры   | Голы   | Игры  | Голы  |
| ----------------- | ---------------- | ---- | ---- | ------------ | ------------ | ---------- | ---------- | --------- | --------- | ------ | ------ | ----- | ----- |
| Манчестер Юнайтед | 2015/16          | 0    | 0    | 1            | 0            | 0          | 0          | 1         | 0         | 0      | 0      | 2     | 0     |
| Манчестер Юнайтед | Итого            | 0    | 0    | 1            | 0            | 0          | 0          | 1         | 0         | 0      | 0      | 2     | 0     |
| Всего за карьеру  | Всего за карьеру | 0    | 0    | 1            | 0            | 0          | 0          | 1         | 0         | 0      | 0      | 2     | 0     |